# Morton Achter
Morton Jay Achter (* 31. Dezember 1937 in Rochester, New York, Vereinigte Staaten) ist ein US-amerikanischer Musikwissenschaftler, Musikpädagoge, Dirigent und Komponist.

## Leben
Morton Achters Eltern waren William K. Achter († 1966) und seine Frau Sarina. Er besuchte ab 1942 den Kurs Introduction to music an der Eastman School of Music bei Lottie Ellsworth Coit (1885–1974). Hier hatte er erste öffentliche Auftritte. So trat er als Elementarschüler am 6. Juni 1946 bei einem Vorspiel des Eastman School Preparatory Departments auf. Achter studierte Musikwissenschaft, Musiktheorie, Klavier und Theatergeschichte an der University of Michigan. 1956 und 1958 schrieb er die Musik und leitete die Aufführungen der Tech Shows des Massachusetts Institute of Technology. Bei diesen Veranstaltungen führte das MIT Orchestra der Universität Musicals auf, die eigens zu diesem Zweck geschrieben wurden. So 1956 Djinn and bitters und 1958 Out on a limbo, beides Kompositionen Achters. Am 14. Juli 1959 wurde beim American Opera Workshop des National Music Camp in Interlochen in Michigan seine Oper La Princepessa Bonzoni aufgeführt. Im Juli 1960 leitete er als Präsident des Alpha Chapter von Ann Arbor  die Eröffnungsveranstaltung einer Zusammenkunft zur Gründung der musikalischen Bruderschaft Nu Mi Chi beim National Music Camp in Interlochen mit ungefähr zwölftausend Teilnehmern. Im August des Jahres wurde eine Bearbeitung der Musical Comedy Out on a limbo beim National Music Camp aufgeführt, nachdem sie seit 1958 in Boston mehrmals erfolgreich aufgeführt worden war. Achter war in diesem Jahr auch im Leitungsteam des mehrere Wochen andauernden Sommercamps. 1961 wurde Achter als Bachelor of Music und 1963 als Master of Music graduiert.
1966 war er Dozent am St. Louis Community College–Florissant Valley in Missouri. Hier führte er das Musical Trouble in Tahiti von Leonard Bernstein auf. In den folgenden Jahren wechselte er öfters seine Wirkorte, an denen er unterrichtete und jährlich diverse Musicals mit den örtlichen Theatergruppen leitete. So leitete er 1967 in Storr in Connecticut Stop the World – I Want to Get Off von Leslie Bricusse und Anthony Newley. 1968 führte er in Newton Bells are ringing von Jule Styne auf. Darauf erarbeitete er im selben Jahr Generations von William Goodhart, eine Musicalrevue, Sweet Charity und Brigadoon im Weston Playhouse in Weston. 1969 heiratete er in der Howard Hanson Chapel der University of Rochester Barbara Ann Zuck.
Mit der Dissertation Félicien David, Ambroise Thomas and French opéra comique 1850–1870 erlangte er den Grad eines Ph. D. 1972 wurde er Director of Fine Arts und  Assistant Professor of Music am Bloomfield College in Bloomfield. Neben seiner Unterrichtstätigkeit in St. Louis  unterrichtete er an der Indiana University-Purdue University Indianapolis, an der University of Michigan, der Boston University, und dem Boston Conservatory. Daneben war er Gastdirigent beim Boston Pops Orchestra. Auch in Bloomfield widmete er sich wieder dem Musical. So erfolgten Aufführungen von The Apple Tree von Jerry Bock im Dezember 1972 am Westminster Theater in Bloomfield. In Bloomfield leitete er mehrere Jahre die Civic Band.
1975 ging er ans Otterbein College in Westerville, der heutigen Otterbein University. Hier leitete er den Fachbereich Musik  und unterrichtete die Fächer Musiktheorie, Komposition, Historische Musikwissenschaft, Music Appreciation, Oper und Musiktheater. 1977 inszenierte er am College The Pirates of Penzance von Arthur Sullivan und W. S. Gilbert und 1980 mehrere kurze Opern wie R.S.V.P. von Jaques Offenbach und Riders to the Sea von Ralph Vaughan Williams.
Er war verantwortlich für die Gesamtleitung und musikalische Leitung bei über 50 Opern-, Musical- und Schauspielproduktionen im professionellen, universitären und öffentlichen Bereich. Seit 2002 wirkt er als Berater der National Association of Schools of Music und leitete diverse Theaterproduktionen in Maine. 

## Werke (Auswahl)
- Massachusetts Institute of Technology - Tech Show '56: Djinn and bitters - a musical comedy. Musik: Morton Jay Achter, Text: Jack Bacon et al. Orchestrierung: Bernie Devine. Eingespielt im Kresge Auditorium Container in Cambridge, Massachusetts. OCLC 49964619  I Overture II Song of the storyteller III Duo in tap III Roberta's lament IV You're Ernest Hemingway V Vice is nice VI Insane melody VII Mrs. Norton's lament VIII Go to hell! IX Freud was a fraud X Apache fight XI Djinn and bitters XII Heroes' heroes XIII That's me XIV Soft shoe for dream girl XV Happily XVI Modern dance XVII Men are worthless XVIII Let your conscience be your wife XIX Finale. 2007 auf CD herausgegeben von der MIT Lewis Music Library OCLC 182631444
- Massachusetts Institute of Technology - Tech Show 1958: Out on a limbo. Musik: Morton Achter. Text: Tom Doherty, Sy Moss und Mort Achter. Orchestrierung: John Corley. Eingespielt von Bobby Shane, Gus Solomons und dem Tech Show Orchestra unter der Leitung von Mort Achter. I Overture II Who cares? III Off we go IV Legend of limbo VI Daydreams VII God save the British VII Sacrifice and Finale VIII Overture IX Dance marathon X Just as well XI Typical, typical XII Red hot mountain blues XIII La Princepessa Bonzoni XIV Compatible we XV Finale. 2007 auf CD herausgegeben von der MIT Lewis Music Library OCLC 182728843
- La Principessa Bonzoni, Oper. Aufgeführt am 14. Juli 1959 beim American Opera Workshop des National Music Camp in Interlochen in Michigan[5]

- Robert Schumann: Symphonic etudes, arrangiert für großes Orchester von Morton Jay Achter. Masterarbeit. University of Michigan, 1963 OCLC 68793777
- Félicien David, Ambroise Thomas and French opéra comique 1850–1870, Dissertation, University of Michigan, 1972 OCLC 606376958
- Come unto these yellow Sands. Text: William Shakespeare. Für Frauenchor. 1974 veröffentlicht.[30]
- Evening. Text: Barbara Zuck.[30]
- If I were ruler of the world. Text: Barbara Zuck.[30]

## Einspielungen
- A retrospective of the music of Morton Achter. Aufgenommen am 2. Juni 2000 am Otterbein College in Westerville. I Freud was a fraud II Listen to me, my Joey III Serenity, Ohio IV A public office is a public trust V Almost VI God save the British VII Just as well VIII Compatible we IX Movement suite X Sonata for clarinet and piano XI Sugar waltzes XII Samba placido XIII Did we love once? XIV Amontillado! Amontillado! XIV The tell-tale heart  XVI Railroad rhythm. OCLC 48491571